# Muž, který lže
Muž, který lže je film vzniklý v slovensko-francouzské koprodukci – originálními názvy Muž, ktorý luže a L’Homme qui ment – pod režijním vedením Alaina Robbe-Grilleta, který měl premiéru v roce 1968. Jedná se o třetí Robbe-Grilletův celovečerní film a první ze dvou (spolu s Edenem a potom), který vznikl v takovéto koprodukci. Slovenskou verzi připravil Martin Hollý.
Film je zaměřen na téma, které je Robbe-Grilletovi notně známé, na problém mystifikace: lži a pravdy, přetvářky a skutečnosti. Děj se odehrává na Slovensku po druhé světové válce, v malé horské vesnici s partyzánskou minulostí. Do této obce vejde muž, který o sobě tvrdí, že byl pravou rukou hlavy partyzánů Jána Robina, který zmizel. S tímto tvrzením, které neustále mění, za účelem manipulace s okolím, se vetře do přízně trojice žen, Robinovy manželky, sestry a jejich služky, které bydlí s Robinovým otcem a Franzem. K dotvoření dojmu lži je použito složitého systému prostřihů do minulosti, která se samozřejmě mění podle vyprávění muže, který lže, a pomocí nečekaných změn umístění postav ve scéně a scén vůbec.
Za herecký výkon v hlavní roli si Jean-Louis Trintignant odnesl Stříbrného medvěda z Berlínského mezinárodního filmového festivalu.